# Гиббонс, Гринлинг
Гри́нлинг Ги́ббонс (англ. Grinling Gibbons, 4 апреля 1648, Роттердам, Нидерланды — 3 августа 1721, Лондон, Великобритания) — английский резчик по дереву, скульптор и художник-гравёр. Считается одним из наиболее выдающихся художников декораторов английского барокко, или стиля времени правления короля Георга I (1714—1727).

## Биография
Гиббонс родился в 1648 году в Голландии, в Роттердаме, в английской семье, где получил начальное образование. Его отец был мастером-декоратором, а мать — дочерью табачника. По одной из версий отцом художника мог быть англичанин Сэмюэл Гиббонс, работавший под руководством архитектора-палладианца Иниго Джонса. Семья переехала в Детфорд (район на юго-востоке Лондона) примерно в 1667 году, а к 1680 году Гринлинг уже получал заказы от королевского двора и был назначен «королевским резчиком». Он был представлен английскому королю Карлу II. В 1693 году стал главным резчиком Короны, работавшим под начальством архитектора Кристофера Рена. Он выполнял сложные работы для собора Святого Павла, Виндзорского замка и дома графа Эссекса в Кассиобери.
Похоронен выдающийся мастер в соборе Святого Павла в Лондоне.

## Творчество
Гиббонс был членом лондонской компании Draper's Company; получил известность в качестве лучшего резчика по дереву в Англии. Он выполнял рельефную резьбу стенных панелей для украшения церквей и дворцов, изготавливал мебель и небольшие рельефные таблички с фигуративными сценами. Он также работал с камнем, в основном для церквей. Со временем он стал руководителем большой мастерской, поэтому степень проявления его руки в более поздних произведениях не всегда определима.
В мастерской Гиббонса трудились в основном фламандские мастера, такие как Джон Ност, Энтони Верхуке, Лоренс ван дер Мейлен. Позднее, с 1682 года, Гиббонс работал вместе со скульптором Артусом Квеллином Третьим и с брюссельским скульптором Питером ван Дивуэтом в мраморе и бронзе. Например, в создании мраморной статуи Карла II на Чаринг-Кросс, бронзовой статуи короля Якова II в капелле Уайтхолла, памятника виконту Батисту Ноэлю Камдену в церкви в Экстона. Он также создал несколько статуй во дворе Лондонской фондовой биржи и памятник Исааку Ньютону в Вестминстерском аббатстве.
Гораций Уолпол писал о Гиббонсе: «До Гиббонса не было ни одного человека, который придавал дереву свободную и воздушную лёгкость и связывал воедино различные элементы со свободным беспорядком, естественным для каждого вида».
По определению В. Г. Власова

 «В своём необычном индивидуальном стиле Гринлинг Гиббонс соединил традиции голландского натурализма и сочного фламандского барокко. Гиббонс прославился изготовлением резных деревянных панелей, мебели, зеркальных рам с пышным декором из натуралистически трактованных цветов, плодов, птиц и охотничьих трофеев. Художественный стиль этого странного „декоративного натурализма“, так хорошо отвечавшего эклектичности классицистически-барочной архитектуры Англии того времени, развивали и далее ученики Гиббонса фламандцы Дж. М. Рисбрак и П. Шимейкерс, английский резчик Т. Янг… Спустя два столетия художники периода модерна рубежа XIX—XX веков снова открыли для себя привлекательность прихотливо изогнутых линий Гиббонса»
.

## Галерея

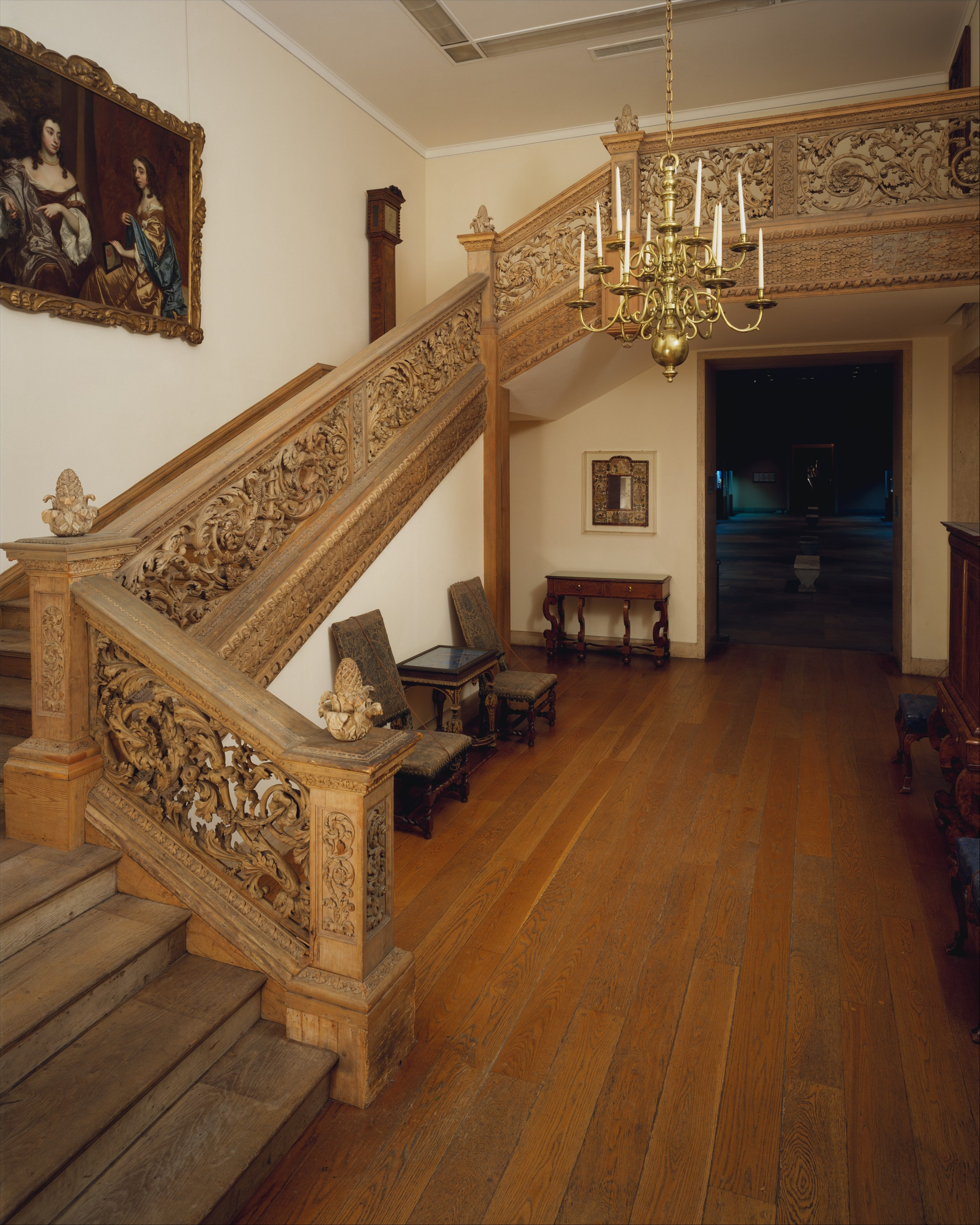
Лестница дома графа Эссекса в Кассиобери, Херфордшир
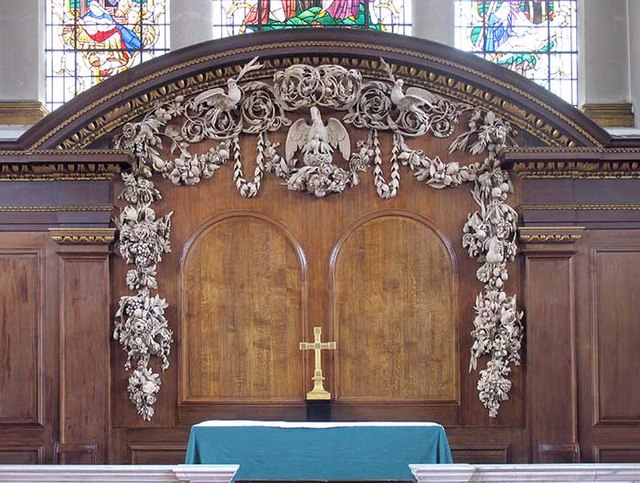
Декорация святилища. Церковь Сент-Джеймс, Пикадилли, Лондон
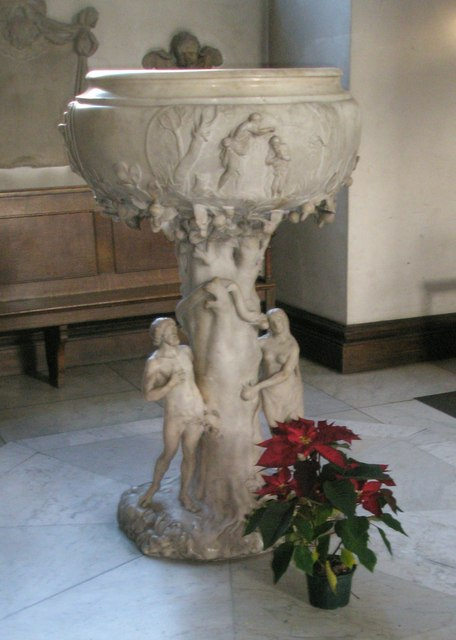
Адам и Ева. Купель церкви Сент-Джеймс
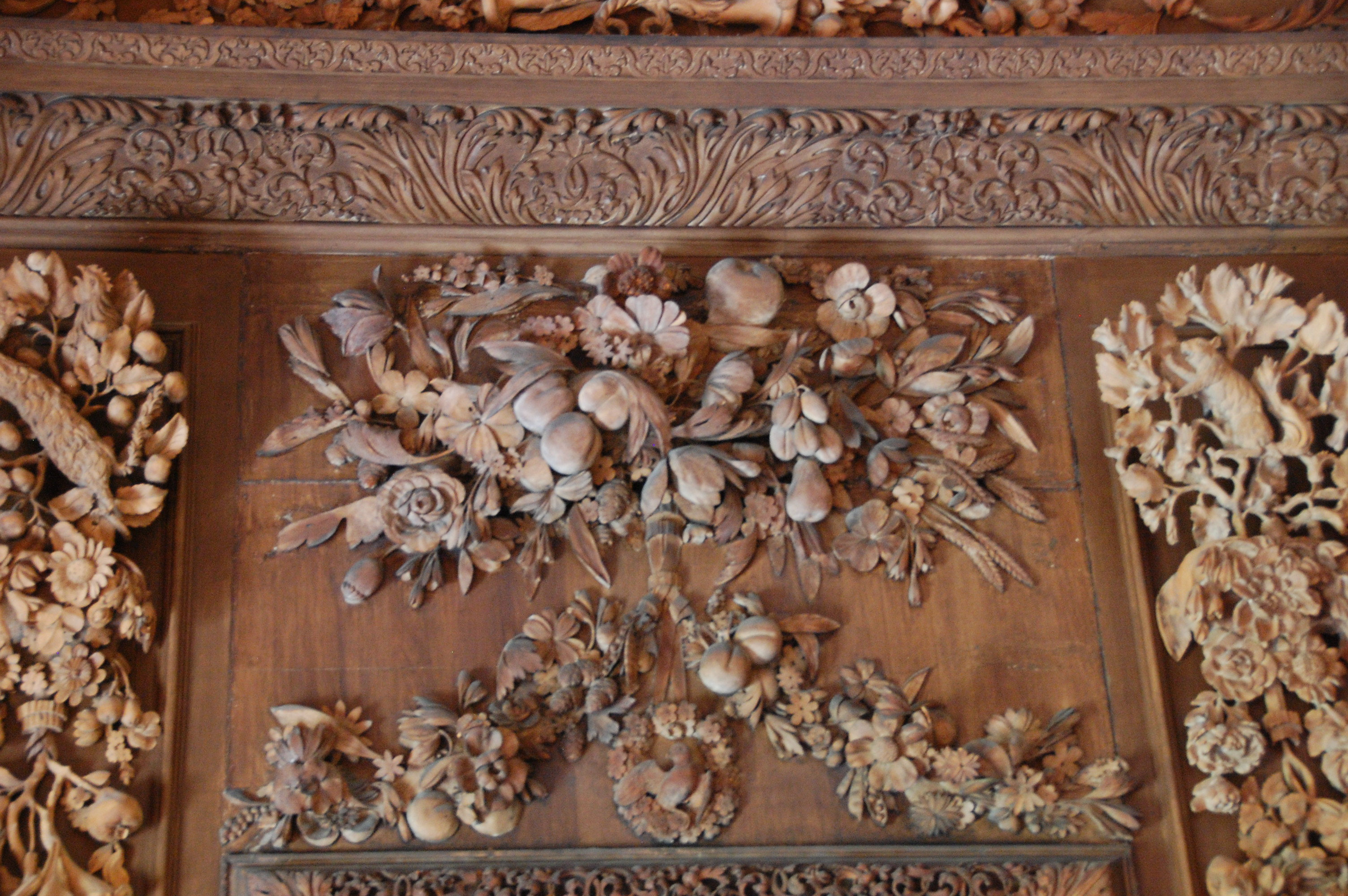
Деталь стенной панели. Петуорт-хаус, Западный Суссекс
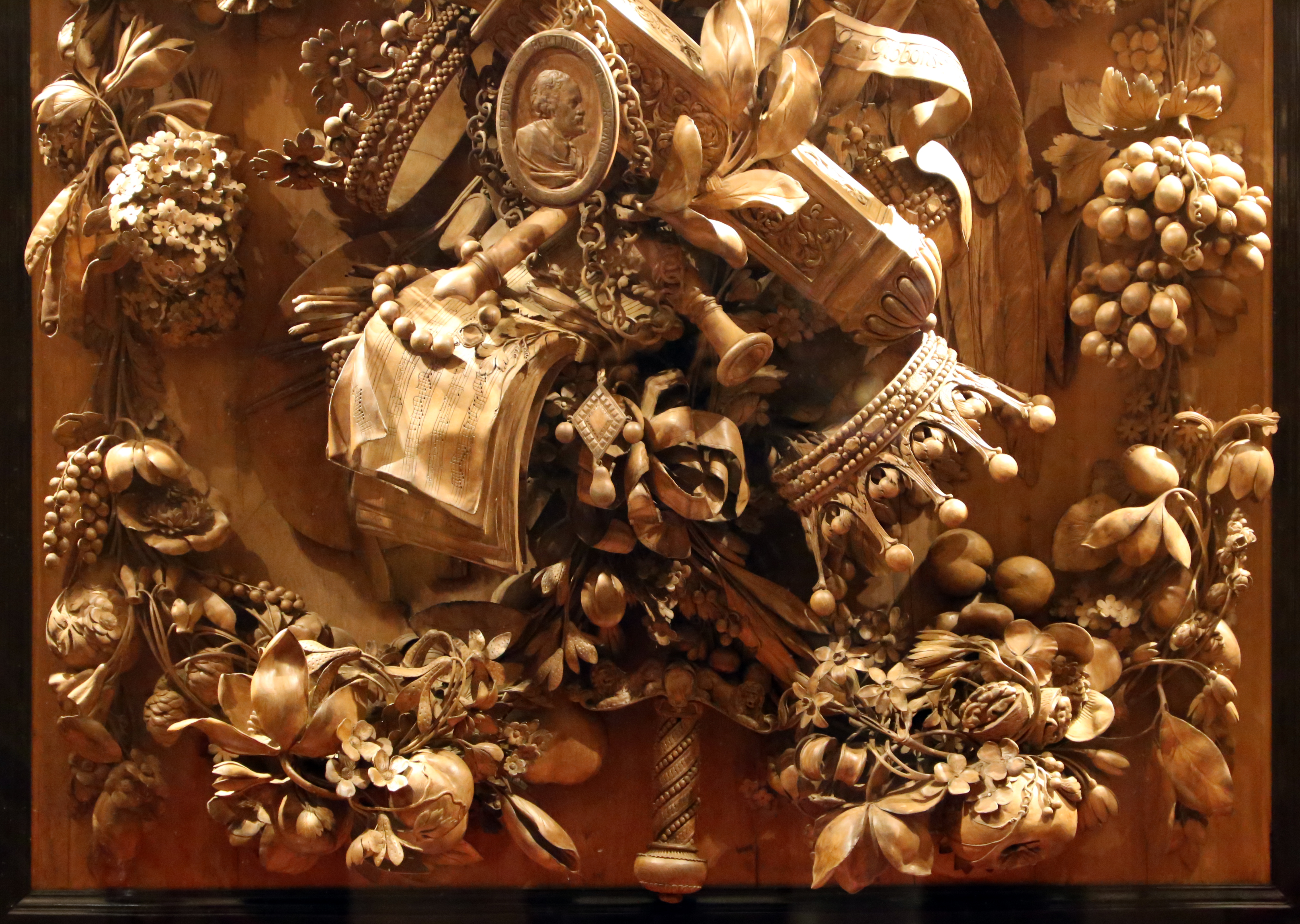
Панно в честь союза Тосканы и Англии. Деталь. Сокровищница великих князей Тосканы, Флоренция
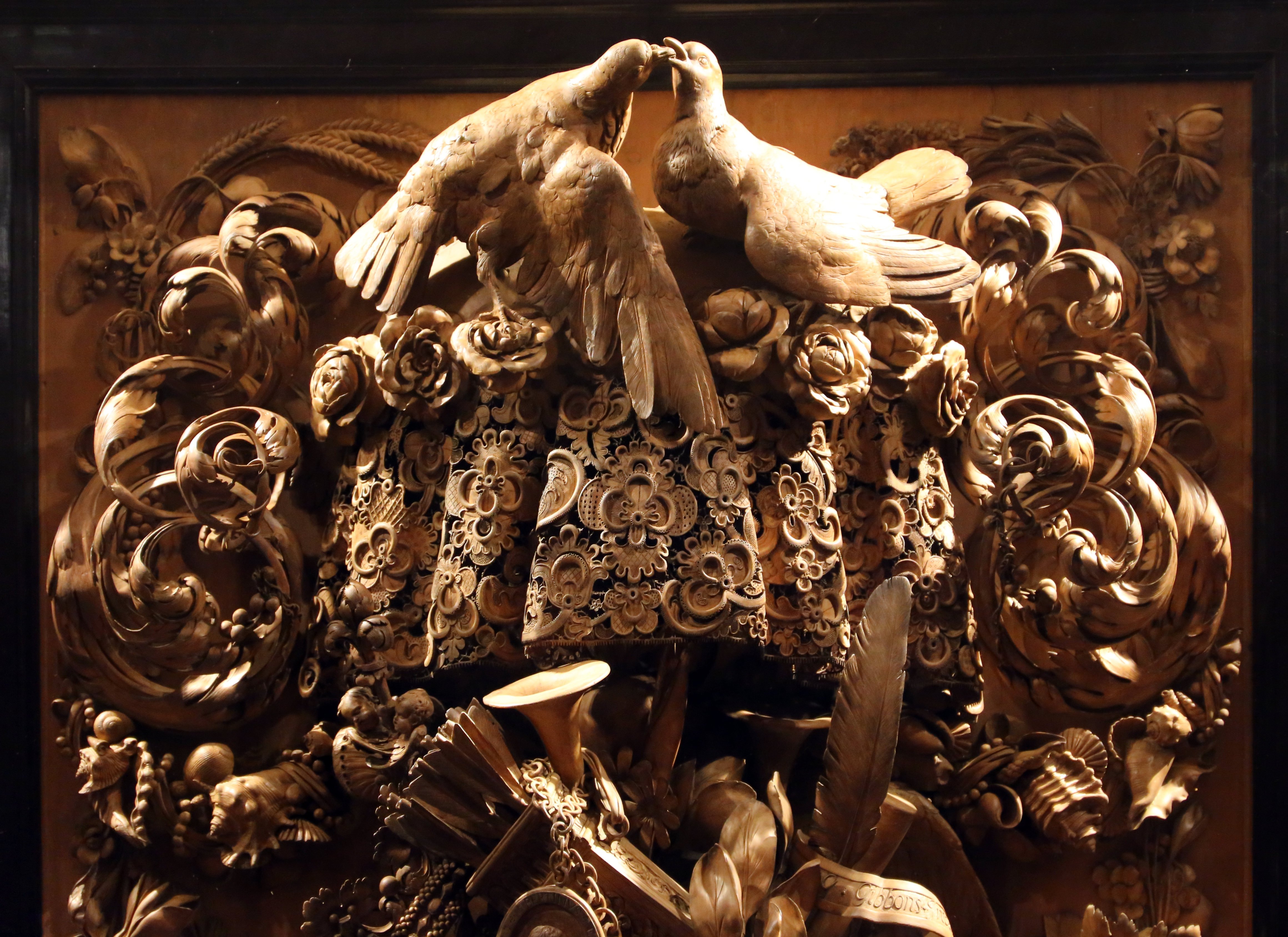
Панно в честь союза Тосканы и Англии. Деталь.
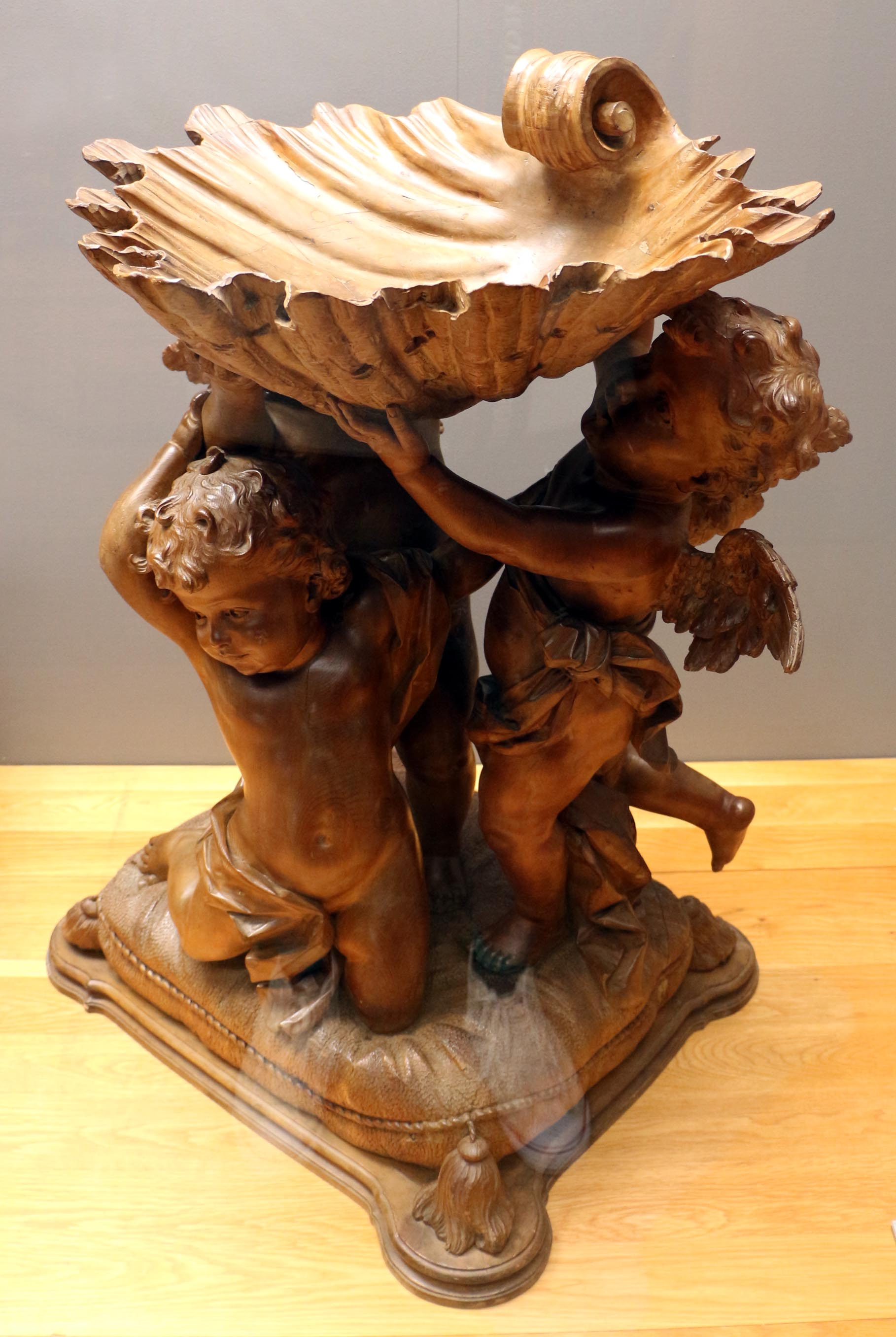
Модель чаши для Собора святого Павла в Лондоне
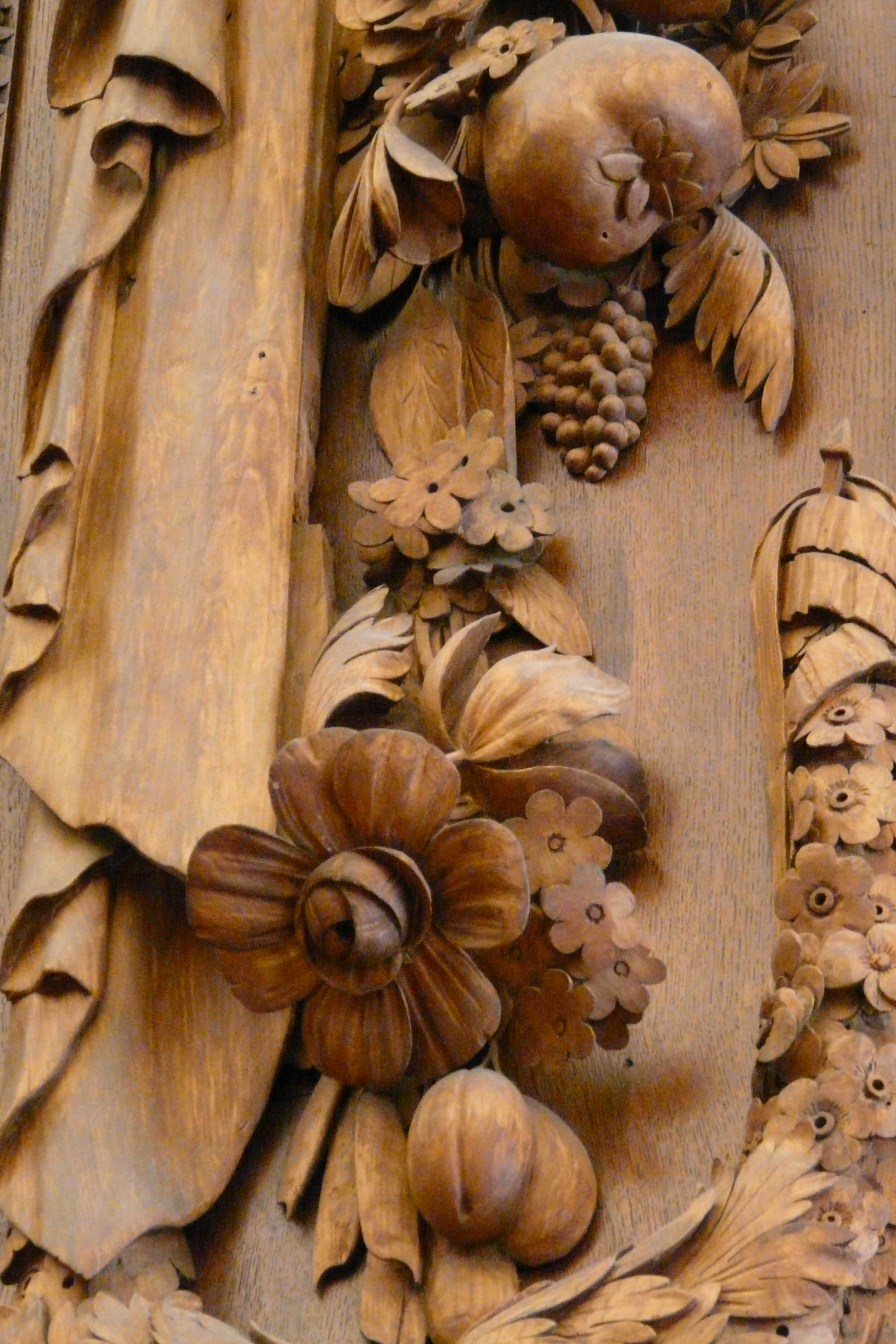
Деталь резьбы. Хэмптон-корт

## Основные работы в интерьерах
- Королевские апартаменты в Виндзорском замке (1677—1682)
- Интерьеры в Кенсингтонском дворце
- Во дворце Хэмптон-корт
- Резьба по дубу в клиросе в Соборе Св. Павла (Лондон)
- Резная комната в Петуорт-хаусе (1692)
- Архитектурное оформление Бленхеймского дворца (1708—1716)